# Suché Lazce
Suché Lazce (německy Sucholasetz, polsky Suche Łazce) jsou evidenční část, katastrální území a zároveň i samosprávná městská část statutárního města Opavy, dříve samostatná obec. Mají rozlohu 447,9 hektarů. Suché Lazce mají vesnický charakter. Vedle vlastních Suchých Lazců zahrnují jako evidenční a samosprávná část také osady Strážnice a Přerovec.

## Historický přehled
První zmínka o Suchých Lazcích pochází z roku 1377 z listiny o rozdělení Opavského knížectví.
Suché Lazce byly ve svých původních katastrálních hranicích jednou z tzv. Moravských enkláv ve Slezsku, a jako takové byly zcela obklopeny územím vlastního Slezska. V tomto pojetí k nim náležela i východní část sousedního moderního katastrálního území Komárov u Opavy s osadou Kravařovem, a malá část parcely 459/1 (zaniklý meandr potoka), dnes náležející ke katastrálnímu území obce Štítina. Naopak k nim nepatřila jihovýchodní část jejich moderního katastru s východní částí Přerovce, původně náležející ke katastrálnímu území sousední obce Nové Sedlice.
Suché Lazce se rozkládají po obou stranách historické hranice vlastního Slezska a tzv. Moravských enkláv ve Slezsku.
Již k 1. únoru 1970 přišly Suché Lazce o Kravařov, který byl toho dne připojen k Opavě. Součástí Opavy se obec Suché Lazce stala k 1. lednu 1979. K témuž dni byla k Opavě připojena i východní část Přerovce, dosud náležející k Novým Sedlicím.

## Galerie

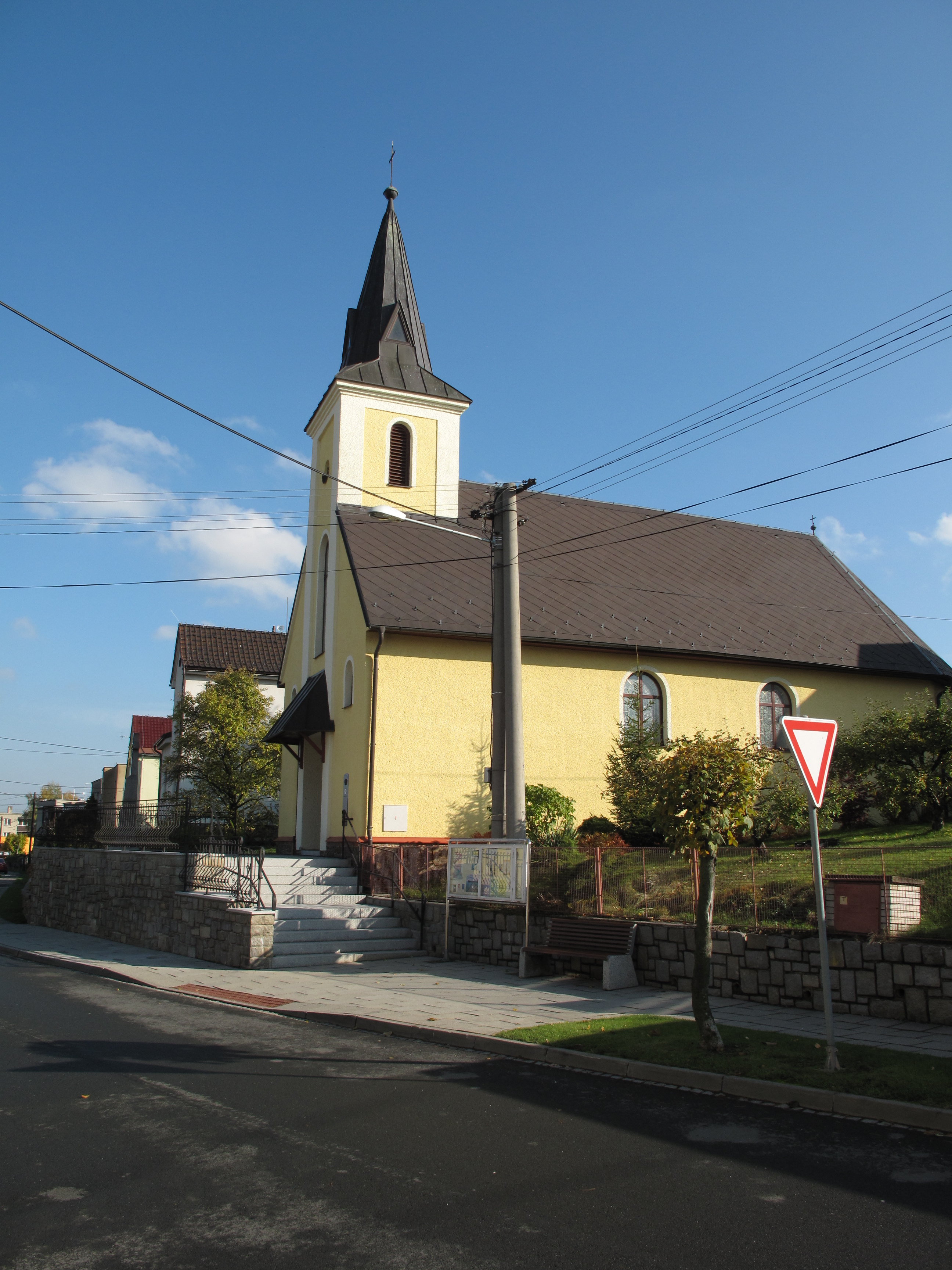
Kaplička
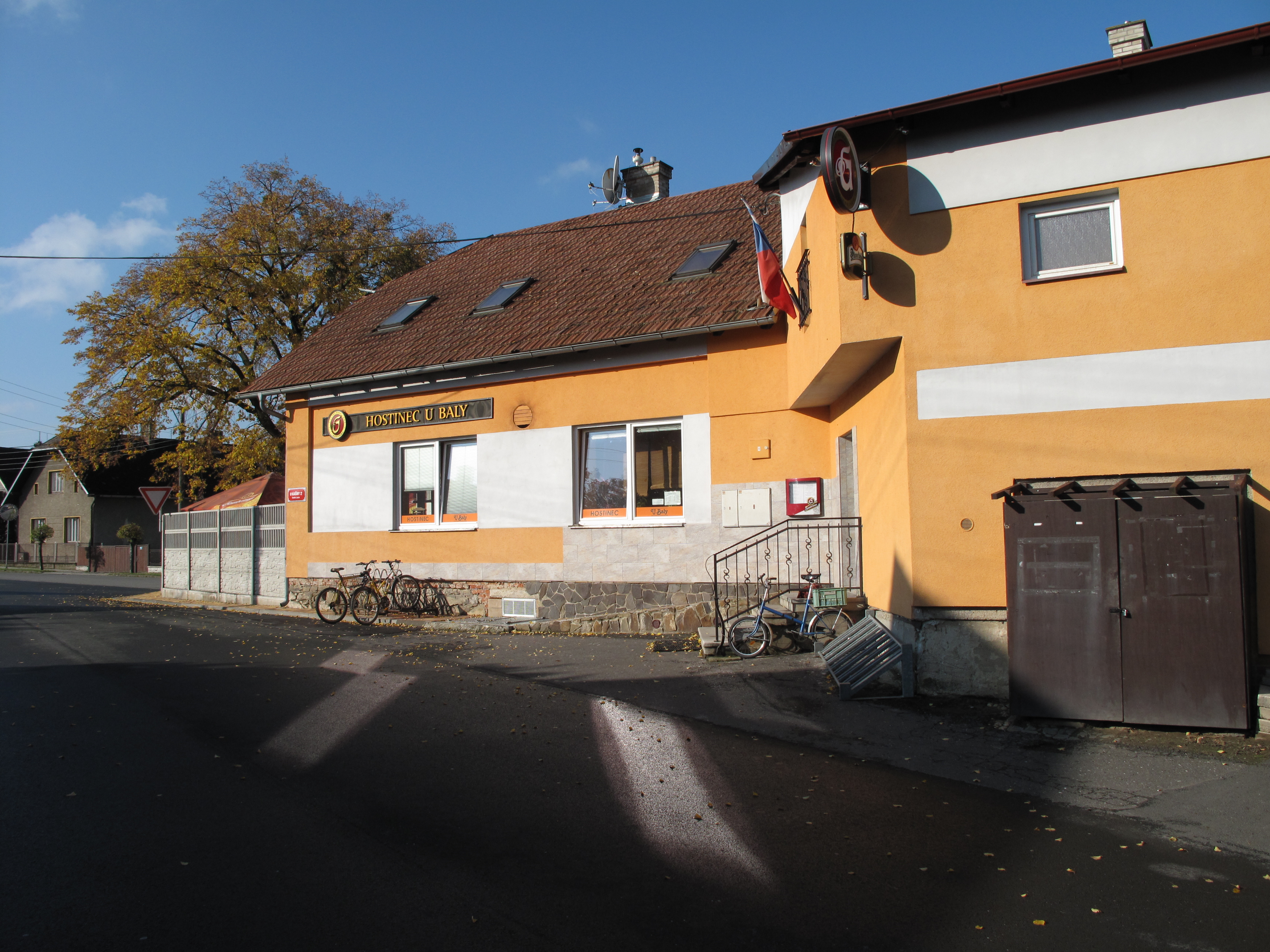
Hospoda
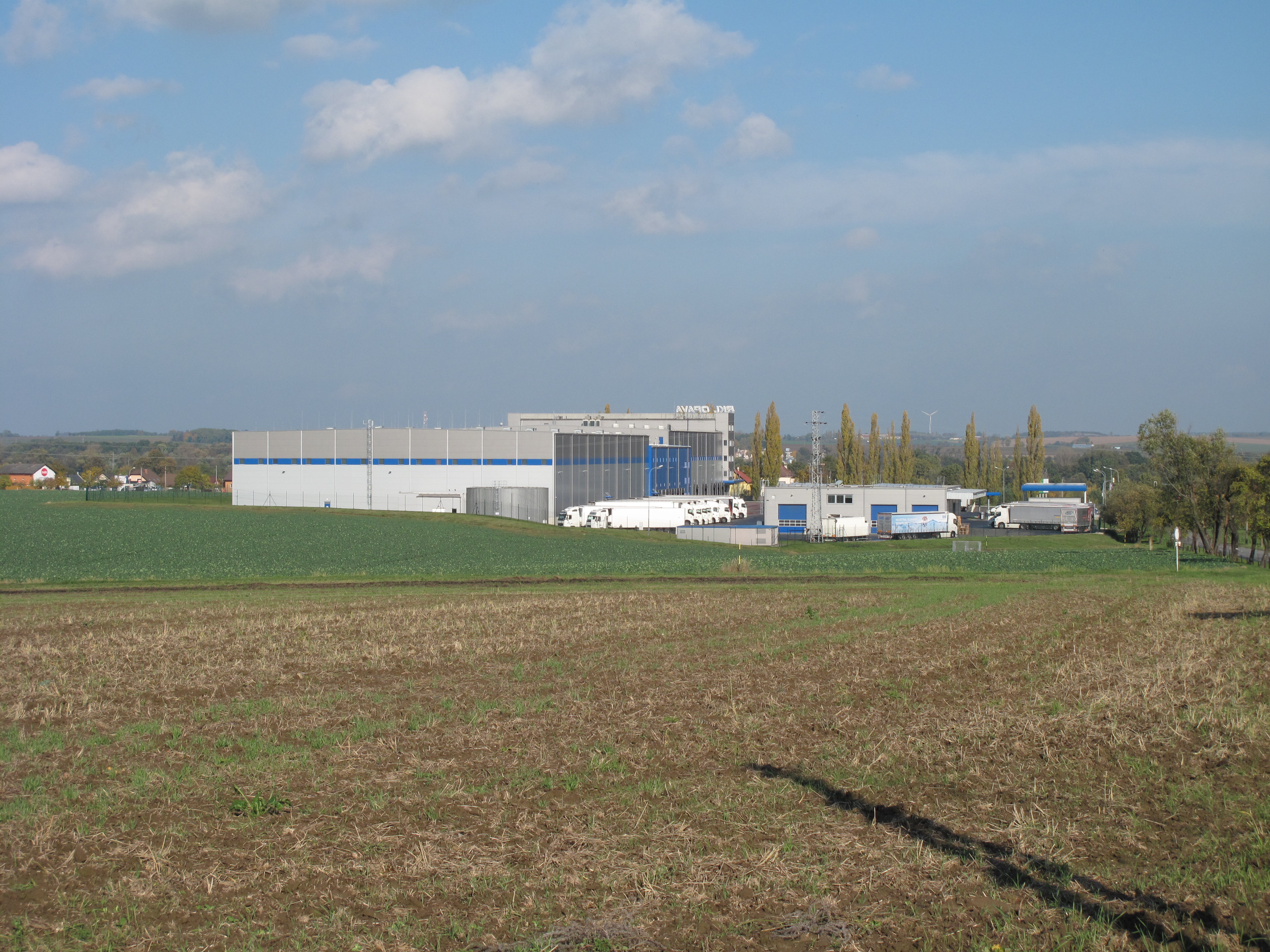
Firma